# Filip Ragvaldsson (Lindöätten)
Filip Ragvaldsson (Lindöätten) var en svensk riddare.

## Biografi
Filip Ragvaldsson (Lindöätten) var son till Ragvald Filipsson (Lindöätten). Han blev dubbad till riddare.

### Familj
Han fick dottern Ragnhild Filipsdotter som var gift med häradshövdingen Sven Fadersson (Sparre av Hjulsta och Ängsö) i Siende härad. Han fick även barnen riddaren och häradshövdingen Ragvald Filipsson (Lindöätten) som var gift med Helena Bengtsdotter (Aspenäsätten), Olof Ragvaldsson (Lindöätten) och Katarina Filipsdotter.